# Clawer
Clawer «der Maler» (erwähnt von 1361 bis 1373 in Neuenburg und 1378 in Basel) war ein Basler Bildhauer und Maler. Das von ihm geschaffene Grabmal der Grafen von Neuenburg in der Kollegiatkirche Neuenburg ist ein Objekt von nationaler Bedeutung im Kulturgüterschutzinventar und gilt als «wichtigstes» Grabmal der Schweiz. Clawer wird als Clawer le pentarre, moller pentarre de Balle, Claus pentarre de Bâle und maître de Bala urkundlich genannt. Sladeczek nennt ihn identisch mit den Künstlern Claus von Wissenburg bzw. Claus Sideler von Tübingen.

## Werke

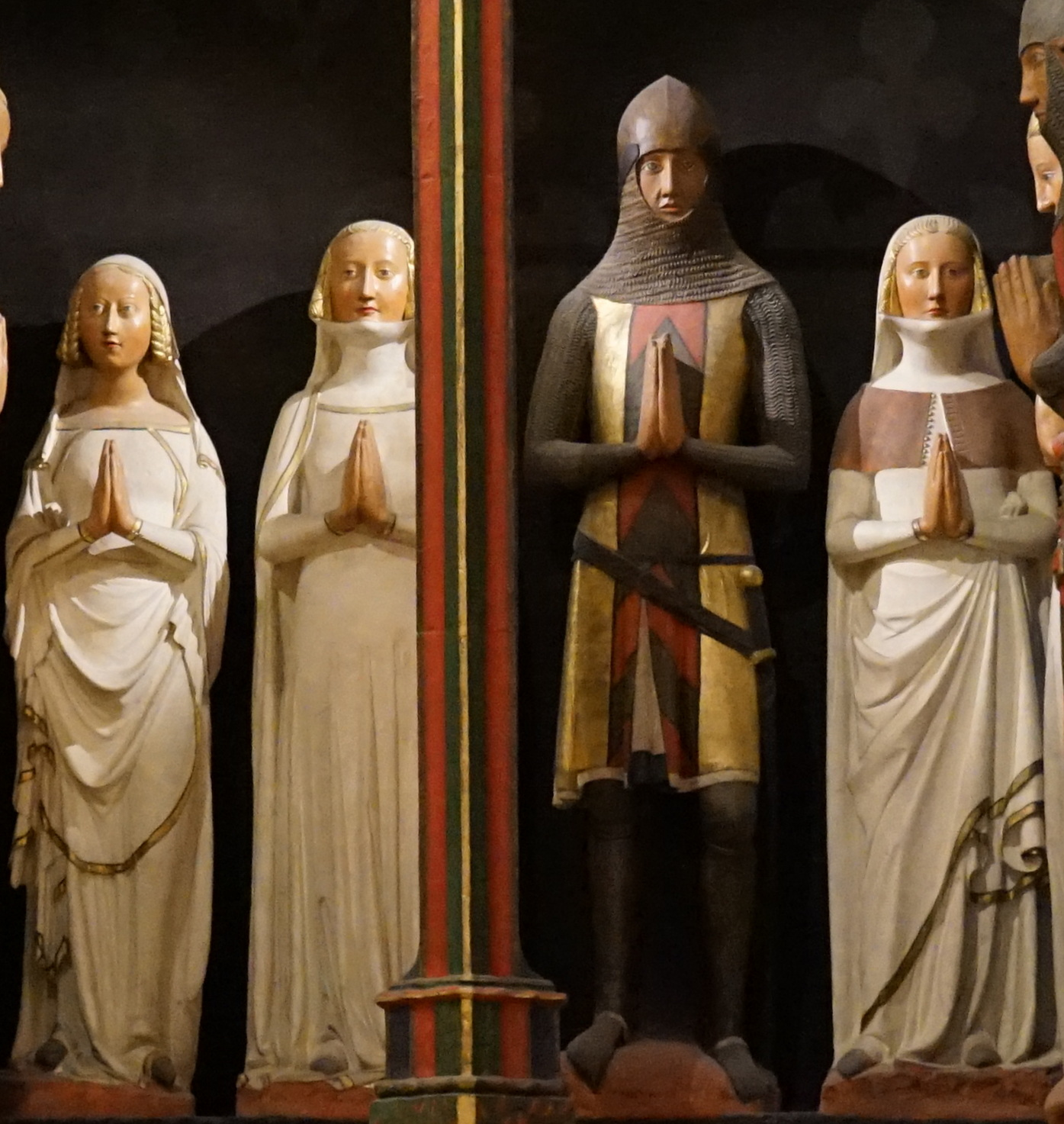
Marguerite, Katharina, Ludwig und Jeanne von Neuenburg

Clawer erhielt 1370 den Auftrag von Ludwig von Neuenburg, die Grabstätte des Grafen (la sépulture monseigneur) «zum Gedenken an seine Familie» zu errichten. Er erhielt die hohe Summe von 51 Florin und schuf einen 6,7 Meter hohen Kenotaph mit zwölf Skulpturen aus drei Generationen. Zu der Figurengruppe in der Neuenburger Kollegiatkirche gehören zwei ältere Skulpturen der Eltern Ludwigs. Clawer war Baumeister und Bildhauer des Grabmals sowie für die Fassung des Denkmals und seiner Figuren zuständig. Die Arbeiten waren 1372 abgeschlossen. Clawers Skulpturen sind steif, gewinnen jedoch durch die farbliche Gestaltung an Ausdruck. Sie zeigen Verwandtschaft zu den Bildhauerarbeiten in Schwaben und am Oberrhein. Stilistisch ist sein Werk mit dem Grabmal François de Montferrand in La Sarraz verwandt, das eine Liegefigur und vier stehende Personen zeigt.
Das Grabmal des Basler Bürgermeisters Hartmann Rot im Barfüsserkloster wurde um 1380 geschaffen und galt als «einzigartiges Kunstwerk» im Zusammenspiel von Architektur, Skulptur und Malerei. Das Werk ging 1844 bei einem Abnahmeversuch verloren, wurde aber zuvor durch Christoph Riggenbach und Johann Jakob Neustück dokumentiert.

## Belege
1. ↑  Collégiale de Neuchâtel et Tombeau des Comtes de Neuchâtel, KGS-Nr. 04060.
2. ↑  Le cénotaphe des comtes de Neuchâtel. In: Jean Courvoisier: Les monuments d’art et d’histoire du canton de Neuchâtel. Band 1. Birkhäuser, Basel 1955. S. 110.
3. ↑  Le cénotaphe des comtes de Neuchâtel. In: Jean Courvoisier: Les monuments d’art et d’histoire du canton de Neuchâtel. Band 1. Birkhäuser, Basel 1955. S. 109, 114.
4. ↑  Casimir Hermann Baer: Die Kunstdenkmäler des Kantons Basel-Stadt. Band 3. Birkhäuser, Basel 1941. S. 266, Anm. 1.
5. 1 2  Franz-Josef Sladeczek: Clawer. In: Historisches Lexikon der Schweiz.  20. März 2015.
6. ↑  Dave Lüthi: Neuchâtel. Collégiale. ne-54. In: Le Marbre et la Poussière. Lausanne 2013, S. 172–173.
7. ↑  Grabmal in der Chapelle du Jaquemart, La Sarraz (Fotografie um 1900).
8. ↑  Casimir Hermann Baer: Die Kunstdenkmäler des Kantons Basel-Stadt. Band 3. Birkhäuser, Basel 1941. S. 264–266.

| Personendaten    | Personendaten                        |
| ---------------- | ------------------------------------ |
| NAME             | Clawer                               |
| ALTERNATIVNAMEN  | Clawer der Maler                     |
| KURZBESCHREIBUNG | Basler Bildhauer und Maler           |
| GEBURTSDATUM     | 14. Jahrhundert                      |
| STERBEDATUM      | 14. Jahrhundert oder 15. Jahrhundert |